# Badimiella
Badimiella — рід лишайників родини Pilocarpaceae. Назва вперше опублікована 1994 року.

## Класифікація
До роду Badimiella відносять 2 види:
- Badimiella pteridophila — знайдений на листках папороті з роду Hymenophyllum в Новій Зеландії[2].
- Badimiella serusiauxii — знайдений на листках папороті з роду Blechnum (укр. ребрівка) в Новій Зеландії[3].

У базі Index Fungorum Badimiella serusiauxii розглядається як синонім Badimiella pteridophila.
У базі Fungal Genera рід Badimiella належить до монотипових.